# CNN Novo Dia
CNN Novo Dia ou Novo Dia é um telejornal produzido pela CNN Brasil. Exibido desde 16 de março de 2020 no Brasil, apresenta as notícias da madrugada, a repercussão dos fatos do dia anterior no Brasil e no mundo com a análise de comentaristas, além de discussões sobre política, os rumos da economia e o noticiário internacional. 
O telejornal é ancorado por Carol Nogueira e ainda tem a participação de repórteres e correspondentes da CNN Brasil.

## História
O programa estreou no dia posterior ao início das transmissões da CNN Brasil, a princípio a apresentação do telejornal cabia apenas a Reinaldo Gottino, entretanto a jornalista Elisa Veeck começou a compor o programa a partir de 13 de abril de 2020. 
Em 29 de maio de 2020, Reinaldo Gottino anunciou sua saída da CNN Brasil, a partir de 1 de junho de 2020 foi substituído temporariamente pelo jornalista Evandro Cini.
Em 04 de junho de 2020, a CNN Brasil anunciou que o telejornal passaria a ser apresentado por Carol Nogueira a partir de 08 de junho, contudo ela ficou até dia 19, quando Rafael Colombo assumiu a apresentação.
Em 09 de novembro de 2020, Luciana Barreto passa a ancorar o telejornal junto com Colombo e Elisa, porém diretamente do Rio de Janeiro.
Em fevereiro de 2022, a CNN Brasil anunciou uma grande reformulação em sua programação para comemorar os dois anos do canal, o Novo Dia passará a ter 4 horas de duração e será veiculado às 07h, a jornalista Stephanie Alves irá apresentar o telejornal ao lado de Colombo, substituindo Elisa Veeck (que foi para o Expresso CNN) e Luciana Barreto (que retornou ao posto de apresentadora do Visão CNN). Em 04 de abril, Stephanie assume oficialmente o telejornal ao lado de Colombo.
Em dezembro de 2022, é anunciada uma série de reformulações na CNN Brasil: a jornalista Stephanie Alves deixa a apresentação do Novo Dia e passa a apresentar o noticiário esportivo dentro da programação do canal, além disso o quadro Liberdade de Opinião é extinto e os comentaristas do quadro Alexandre Borges, Boris Casoy e Fernando Molica são demitidos.
Em 15 de agosto de 2023, Rafael Colombo é demitido da CNN Brasil e deixa assim o jornal, que passa a ser assumido por Carol Nogueira.

## Controvérsias

### Gabriela Prioli
Em 29 de março de 2020, após cerca de 15 dias como comentarista no quadro "O Grande Debate", a advogada Gabriela Prioli anunciou que passaria a compartilhar suas análises apenas em suas redes sociais, indicando sua saída da emissora. Na declaração, Prioli argumentou sobre se sentir constrangida em determinadas situações:

Não consigo atingir o meu objetivo se for constrangida e não posso seguir participando do debate sem que a convicção sobre a gravidade do constrangimento não seja só minha, mas de todos os envolvidos, na frente e atrás das câmeras"— Gabriela Prioli, advogada.
Em 27 de março, Prioli foi interrompida por Reinaldo Gottino, responsável por mediar o debate durante sua réplica oral. O tema em questão era sobre autorização concedida pela Justiça de prisão domiciliar ao ex-deputado Eduardo Cunha.
No domingo, 29, a CNN Brasil afirmou por meio de nota que Gottino "excedeu a postura de mediador" e que decidiria o futuro de Prioli na emissora nos dias seguintes. No primeiro dia sem Prioli, a CNN Brasil registrou o seu recorde negativo no Ibope. Após o anúncio da saída do programa, Prioli teria recebido sondagens de emissoras como GloboNews, Band e Jovem Pan. Em uma demonstração de solidariedade, mais de 300 advogadas e advogados assinaram um manifesto em apoio a Prioli.

### Alexandre Garcia
Em 24 de setembro de 2021, Alexandre Garcia foi demitido da CNN, por defender tratamentos sem comprovação científica para  COVID-19 durante o quadro "Liberdade de Opinião". Após um debate, no qual defendia o chamado "tratamento precoce", a emissora emitiu uma nota de rescisão de contrato por conta de seus posicionamentos que, segundo a CNN, iam contra a ciência.